# Бенедикт VII
Бенедикт VII (лат. Benedictus PP. VII; умер 10 июля 983, Рим) — папа римский с октября 974 года. Перед тем как стать папой, он был епископом Сутри. Бенедикта поддерживали как римляне, так и германский император Оттон II, а также итальянские политики. Он поощрял монашество и боролся с засильем Кресценци при папском дворе.

## Биография
Бенедикт родился в Риме и был сыном Деодата (или Давида), брата Альбериха II Сполетского, и принадлежал к знатному роду графов Тускулумских (Тусколо). Таким образом, он был двоюродным братом папы Иоанна XII и, вероятно, правнуком пап Адриана III и Сергия III.
Поскольку граф Сикко (представитель Оттона II) не признал Франко Ферруччо (будущего антипапу Бонифация VII) преемником убитого папы Бенедикта VI (сам Бонифаций бежал в Южную Италию, а затем в Константинополь), римская знать и духовенство приступили к новым выборам. Мнения разделились: Бенедикт, епископ Сутри, устраивал императора и семью Тусколо, но его не поддержали некоторые римские семьи, в частности, могущественные Кресцентии.
Бенедикт VII спокойно правил Римом в течение почти девяти лет, подобное спокойствие было редкостью для того времени. Первое, что он сделал, это созвал синод, который признал недействительным избрание Бонифация VII и отлучил его (974).
Однако Бонифаций VII не сдался и в 980 году, пока Бенедикт праздновал Рождество в обществе императора в Равенне, вернулся в Константинополь и безуспешно попытался вернуться на престол. Однако Бенедикт получил безоговорочную поддержку Оттона II, и переворот провалился.
В марте 981 года созванный папой синод запретил симонию (покупку и продажу церковных должностей). Он провел ещё один синод в сентябре того же года в Латеранском дворце.